# Michael McDonald (cantante)

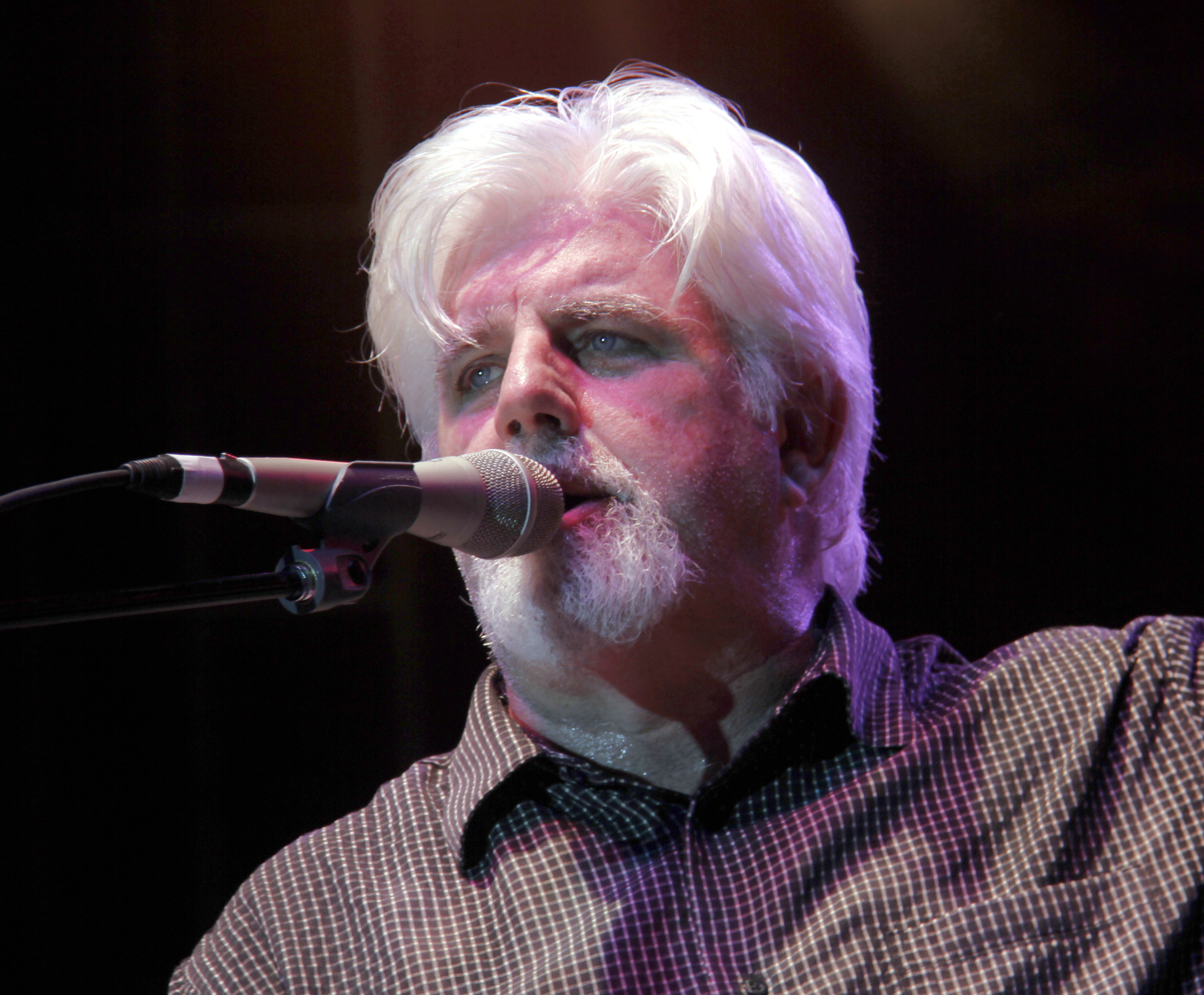
Michael McDonald, 2009.

Michael McDonald (Saint Louis; 12 de febrero de 1952) es un cantautor estadounidense de R&B y soul.

## Biografía
McDonald tocó en múltiples bandas (como Mike and the Majestics, Jerry Jay and the Sheratons, the Reebtoors y The Guild) en su pueblo natal Ferguson, Misuri, un suburbio de St. Louis. Fue descubierto cuando hacía parte de un grupo llamado Blue y en consecuencia se mudó a Los Ángeles en 1970. Inicialmente fue conocido como miembro ocasional de Steely Dan, poniendo la voz en Katy Lied y en subsiguientes álbumes como The Royal Scam y Aja.
McDonald se unió a los The Doobie Brothers en abril de 1975 cuando su voz líder Tom Johnston enfermó durante una gira nacional. Como miembro de los Doobies, grabó canciones como "Takin' It To The Streets," "Little Darling," "It Keeps You Runnin'" (usada en la película Forrest Gump), "Minute by Minute" y "What a Fool Believes" (que llegó al número uno en Estados Unidos y por la cual ganó un premio Grammy en 1980 en la categoría de canción del año).
Después de la separación de los Doobies, McDonald continuó su carrera en solitario con éxitos como:
- "I Keep Forgettin", un dúo con su hermana Maureen, después usado en 1994 por Warren G y en 2005 por Papoose.
- "Sweet Freedom", canción de la película de 1986 llamada Running Scared.
- "Take It To Heart"
- "Yah Mo B There", a dúo con James Ingram con la cual ganó el Grammy en 1985
- "On My Own", con Patti Labelle, llegó al número 1 en listas de Estados Unidos en 1986
- "I'll be over You, con el grupo Toto en el año 1986. McDonald hace los coros de dicha canción, además aparece con el grupo en la grabación del video

McDonald ha producido y ha aparecido en grabaciones de otros artistas como su esposa Amy Holland, Christopher Cross y Bonnie Raitt. McDonald es el cofundador del sello independiente Ramp Records junto a Chris Pelonis y el actor Jeff Bridges. En la actualidad se ha centrado en álbumes de tributo al sonido Motown.
En 2003 McDonald recibió una estrella en el Paseo de la Fama de St. Louis.
En 2008 interpretó en la Convención Demócrata (Democratic National Convention) encabezada por Barack Obama en vísperas de las elecciones en Estados Unidos la canción "America The Beautiful".En ese mismo año lanzó su álbum de estudio Soul Speak , que incluye tres nuevas canciones escritas por McDonald y versiones de canciones que originalmente hicieron famosas Dionne Warwick (" Walk On By "), Stevie Wonder (" Living for the City "), Van Morrison (" Into the Mystic "), Tyrone Davis ("Baby Can I Change My Mind") y otros. Junto con el coro COGIC de West Angeles , lanzaron la canción "Storm Before the Calm" en el álbum recopilatorio Oh Happy Day .  McDonald también contribuyó con una pista vocal principal alternativa para el sencillo de la banda de rock independiente Grizzly Bear . 
En 2009 hace aparición en el último capítulo de la 3ª temporada de la serie norteamericana Rockefeller Plaza (30 Rock), junto a otros destacados artistas del panorama musical. También lanza un álbum navideño titulado This Christmas.
En 2010, McDonald se asoció nuevamente con Donald Fagen y Boz Scaggs, para formar The Dukes of Setember . En junio de 2012, el supergrupo actuó en Late Night with Jimmy Fallon para promocionar su gira.
En 2013, McDonald resolvió una demanda por incumplimiento de contrato de 500.000 dólares (fuera de los tribunales) con Warner Music por el pago insuficiente de regalías de las ventas en línea.  En el verano de 2014, co-encabezó una gira por Estados Unidos con la banda de rock Toto .  En 2017, McDonald apareció junto con Kenny Loggins en el sencillo de Thundercat "Show You the Way", incluido en el álbum de este último, Drunk. 
En 2018, apareció como vocalista invitado en la canción "What the World Needs Now" del trigésimo sexto álbum de estudio de Barbra Streisand, Walls. En 2021, McDonald apareció en "The Best of Me", del séptimo álbum de estudio de Toad the Wet Sprocket, Starting Now .
En 2023 se anunció la publicación de un libro biográfico titulado "What a Fool Believes", escrito en colaboración con el actor Paul Reiser.

## Vida personal
McDonald está casado con la cantante Amy Holland desde 1983. Tienen dos hijos, Dylan (nacido en 1987) y Scarlett (nacida en 1991). Se mudó con su familia a Santa Bárbara, California a fines de la década de 1990 y posteriormente vivió en Nashville, Tennessee.

## Premios

### Grammys
Ganados
- 1979: Disco del año "What a Fool Believes" (The Doobie Brothers)
- 1979: Música del año "What a Fool Believes" (con Kenny Loggins)
- 1979: Mejor voz Pop a dúo con él, Group or Chorus por "Minute by Minute" (The Doobie Brothers)
- 1979: Mejor arreglo musical vocal por "What a Fool Believes" (The Doobie Brothers)
- 1984: Mejor R&B Performance por un Dúo o Grupo Vocal por "Yah Mo B There" (con James Ingram)

Nominaciones
- 1979: Álbum del Año por Minute By Minute (The Doobie Brothers)
- 1982: Mejor voz masculina Pop por "I Keep Forgettin'"
- 1984: Mejor sonido R&B por "Yah Mo B There" (con James Ingram, Rod Temperton, y Quincy Jones)
- 1986: Best Pop Vocal Performance - Male for "Sweet Freedom"
- 1986: Best Pop Vocal Performance by a Duo or Group for "On My Own" (con Patti Labelle)
- 2003: Best Male Pop Vocal Performance for "Ain't No Mountain High Enough"
- 2003: Best Pop Vocal Album for "Motown"